# Amblyjoppa
Amblyjoppa is een geslacht van insecten uit de orde vliesvleugeligen (Hymenoptera) en de familie Ichneumonidae.

## Soorten
- A. aelvana (Cameron, 1897)
- A. annulitarsis (Cameron, 1902)
- A. attentatoria (Kuzin, 1950)
- A. basalis (Uchida, 1925)
- A. brunneipennis (Smith, 1859)
- A. celebica Heinrich, 1934
- A. cognatoria (Smith, 1874)
- A. forticornis (Cameron, 1903)
- A. fumipennis (Cameron, 1904)
- A. fuscipennis (Wesmael, 1845)
- A. magna (Cresson, 1865)
- A. mengkokae Heinrich, 1934
- A. oiwakensis (Matsumura, 1912)
- A. proteus (Christ, 1791)
- A. rufobalteata Cameron, 1902
- A. semirufa (Brulle, 1846)
- A. sinensis (Heinrich, 1931)
- A. sulcata (Cameron, 1906)
- A. varipes Cameron, 1903
- A. yayeyamensis (Matsumura, 1912)